# Metaphycus angustifrons
Metaphycus angustifrons är en stekelart som beskrevs av Compere 1957. Metaphycus angustifrons ingår i släktet Metaphycus och familjen sköldlussteklar. Inga underarter finns listade i Catalogue of Life.